# Thorani

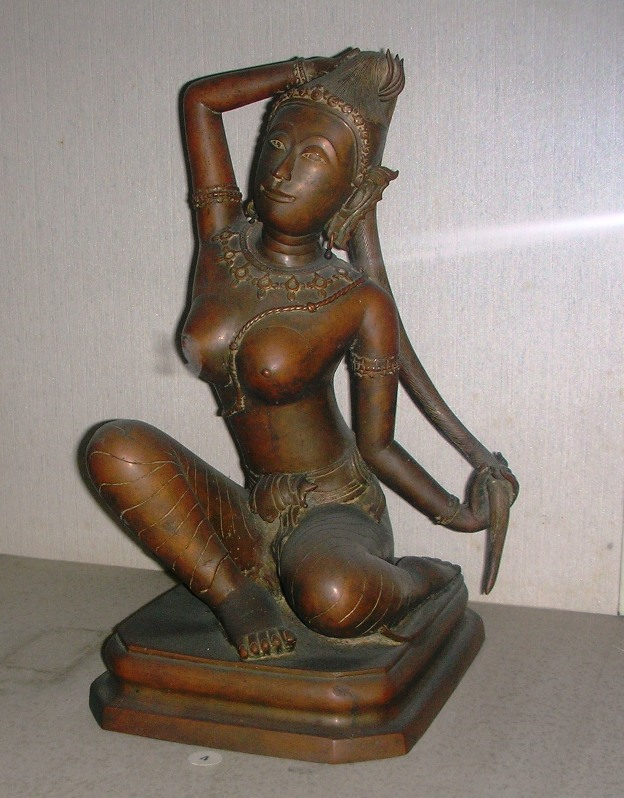
Bronzestatuette der Phra Mae Thorani, Nationalmuseum Bangkok

Thorani oder Vasu(n)dharā ist eine buddhistische Erdgöttin, die in Teilen Südostasiens verehrt wird.
Der Legende nach war sie anwesend, als der Bodhisattva (Siddhartha Gautama, der spätere Buddha) die Erleuchtung erlangte. Sie soll dem Bodhisattva gegen den bösen Dämon Māra geholfen haben, der ihn von der Erleuchtung abhalten wollte. Sie wrang Wasserströme aus ihrem Haar, die Māra und seine Armee wegspülten.
Die Figur spielt eine Rolle in der Volksreligion der Theravada-buddhistischen Länder Kambodscha, Thailand, Laos, Birma und dem südchinesischen Bezirk Xishuangbanna (Sipsong Panna). Sie ist jedoch nicht in den religiösen Texten des Theravada-Buddhismus nachweisbar. In ihnen steht lediglich, dass der Bodhisattva während seines Ringens mit dem bösen Dämon die Erde berührte und als Zeugin gegen Māra anrief. Dies ist vermutlich der Anknüpfungspunkt für die Herausbildung der Figur der Thorani.
In der buddhistischen Ikonographie Südostasiens wird Thorani oftmals kniend an der Basis des vajrāsana, des Throns, auf dem der Bodhisattva sitzt, während er die Erleuchtung erlangt, dargestellt. In einigen Bildern trägt sie den vajrāsana auf ihrem Kopf. Thorani wird in vielen Darstellungen von ihrem Attribut, einem Krokodil, begleitet.

## Anmerkung
1. ↑  Der Name der Gottheit variiert von Land zu Land. In Thailand ist sie als พระแม่ธรณี (RTGS: Phra Mae Thorani, Aussprache: [pʰráʔ mɛ̂ː tʰɔːráʔniː]) oder นางธรณี (Nang Thorani, [naːŋ tʰɔːráʔniː]) bekannt, in Kambodscha als Preah Thorani oder Neang Kong Hing. Die Birmanen und Arakanesen verwenden Abwandlungen des Namens auf Pali (Vasundharā), z. B. Wathundaye oder Vasundari

## Galerie

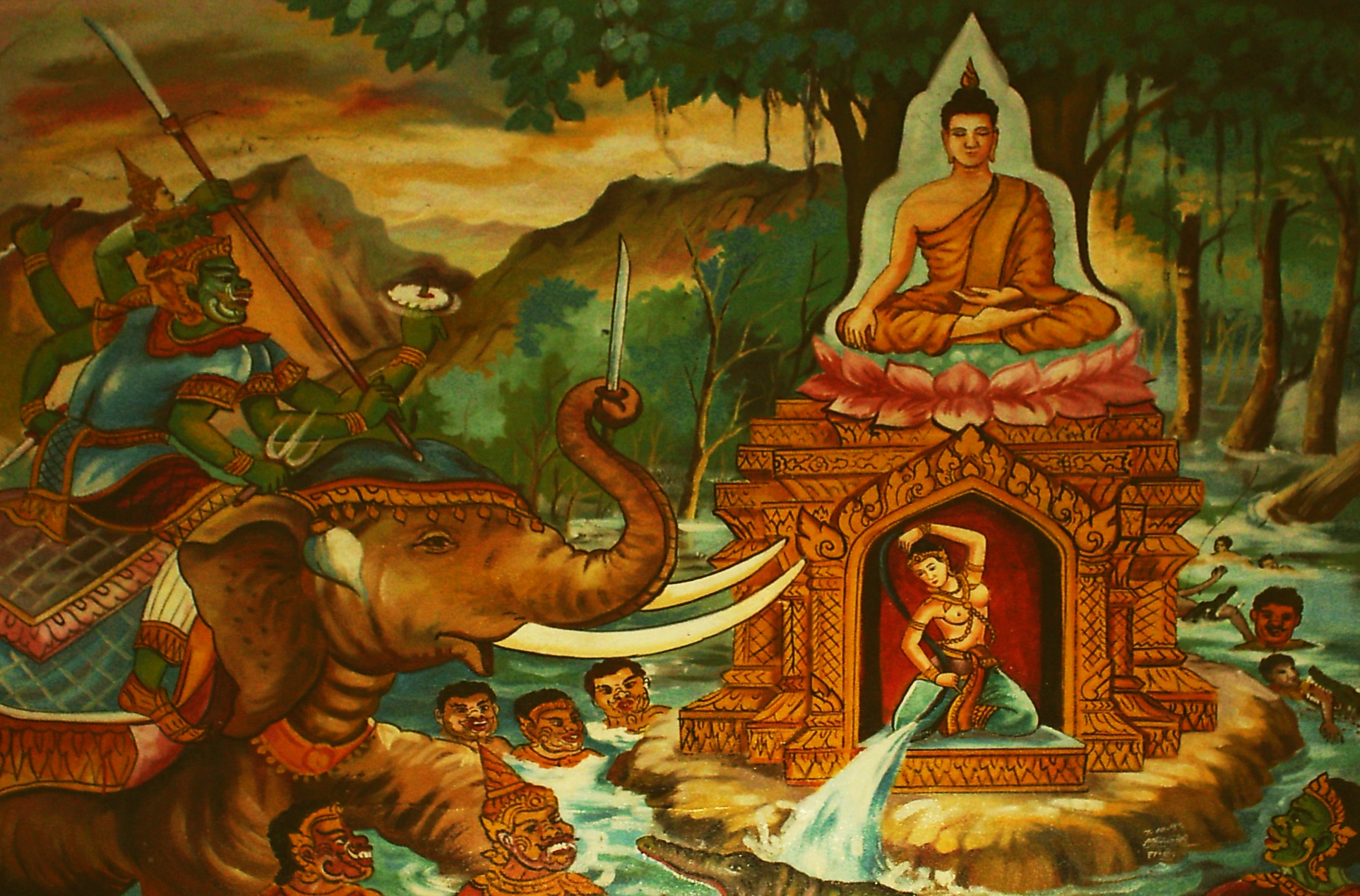
Kampf des Bodhisattva mit Māra. Darstellung in einem Tempel in Laos.
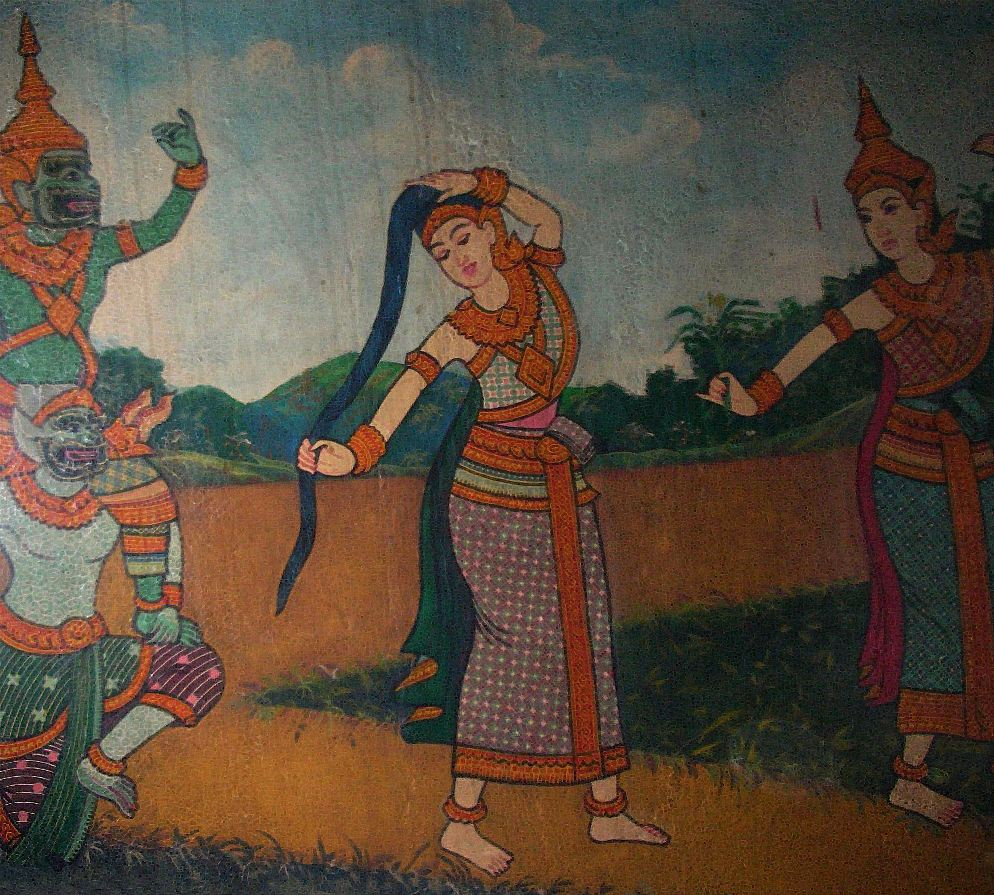
Wandgemälde im Wat Phnom in Phnom Penh, Kambodscha.
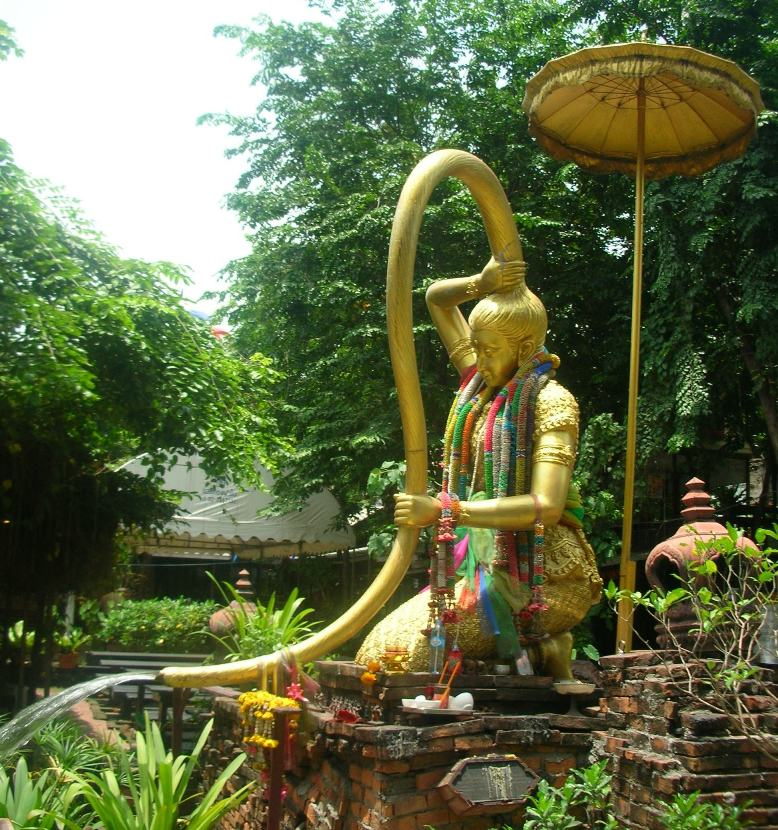
Brunnen der Phra Mae Thorani in Bangkok, Thailand.